# Metrorrhagia
Metrorrhagia - acykliczne, przedłużające się krwawienia waginalne. Wyróżnia się dwie postacie tego zaburzenia:
- metrorrhagia iuvenilis - krwawienia występujące u młodocianych, trwające ponad 10 dni i niemające charakteru cyklicznego. Mogą one trwać do 3 miesięcy, często są bardzo obfite ze skłonnością do nawrotów. Ciężkie przypadki mogą zagrażać życiu.
- metrorrhagia climacterica - krwawienie pojawiające się 12 miesięcy po menopauzie.